# Big Fat Liar 2 - Una bugia ancora più grossa a Seattle
Big Fat Liar 2 - Una bugia ancora più grossa a Seattle è un film del 2017 diretto da Ron Oliver.
È il sequel del film Big Fat Liar (2002).

## Trama
Dopo che un dirigente truffaldino gli ha rubato l'idea per un videogioco, un ragazzo escogita una serie di scherzi per vendicarsi di lui.

## Riconoscimenti
- 2017 - Teen Choice Awards
  - Nomination Miglior attore in un film commedia a Ricky Garcia
- 2018 - Leo Awards
  - Best Overall Sound in a Music, Comedy or Variety Program or Series a Angelo Nicoloyannis e Stephen Cheung